# Agasthyagama edge
Agasthyagama edge — вид ящірок з родини агамових (Agamidae). Описаний у 2024 році.

## Назва
Вид названий на честь програми EDGE of Existence Лондонського зоологічного товариства, яка підтримала SD і RKP, а також кількох дослідників охорони природи на початку кар'єри по всьому світу в їхніх проєктах щодо еволюційно відмінних видів. EDGE — це абревіатура від Evolutionarily Distinct and Globally Endangered (Еволюційно відмінні види та види, що перебувають під загрозою зникнення).

## Поширення
Ендемік Західних Гат на південному сході Індії. Мешкає у тропічних вологих гірських лісах. Відомий лише у типовому місцезнаходженні — «ділянка тропічного напіввічнозеленого лісу на узбіччі дороги в Куламаву, округ Ідуккі, штат Керала (9,814150° пн. ш., 76,889926° сх. д.; 808 м над рівнем моря)».

## Опис
Невеликого розміру агаміда завдовжки 30–42,5 мм. Однорідне оливково-коричневе тіло зі світлішою, збільшеною з боків лускою, середня частина спинки блідіша; племінні самці з блідо-персиковою до сірої середини спини; підгрудок у племінних самців з блідим синювато-білим центром, оточеним червонувато-коричневою смугою.